# Moroccan Roll (álbum)
Moroccan Roll es el tercer álbum de estudio de la banda francesa Les Variations. Fue publicado en marzo de 1974 a través del sello discográfico Buddah Records.

## Recepción de la crítica
Un escritor no especificado de la revista Cash Box escribió: “[Moroccan Roll] muestra todos los signos de establecer a la banda de la misma manera que lo hizo el primer álbum de Focus. La combinación de riffs de rock tradicionalmente occidental y acentos del Medio Oriente es el catalizador de este paquete”. Un escritor no especificado de la revista Billboard escribió: “Esta poderosa y poderosa banda de Francia inicia su álbum debut de Buddah con una mezcla cruda de sencillo rock 'n' roll estadounidense, salpicado de interesantes toques de influencia marroquí y francesa”.

## Rendimiento comercial
Billboard informó en la semana que finalizó el 23 de marzo de 1974 que Moroccan Roll fue una selección en radio FM con transmisión en KSHE-FM, una de las principales estaciones del país. La semana siguiente, el álbum fue una selección de acción en radio FM en otra estación líder, WVVS-FM.

## Lista de canciones
Todas las canciones escritas y compuestas por Marc Tobaly, excepto donde esta anotado. 
| Lado uno |                    |                           |          |  |
| N.º      | Título             | Escritor(es)              | Duración |  |
| 1.       | «Moroccan Roll»    | Jacky Bitton              | 3:30     |  |
| 2.       | «I Don't Know Why» |                           | 3:15     |  |
| 3.       | «Did It»           | Les Variations Ralph Moss | 3:29     |  |
| 4.       | «Kasbah–Tadla»     | Maurice Meimoun           | 5:13     |  |
| 5.       | «Growing Stronger» |                           | 4:25     |  |

| Lado dos |                        |                              |          |  |
| N.º      | Título                 | Escritor(es)                 | Duración |  |
| 1.       | «Lord (Give Me Money)» | Bitton                       | 5:00     |  |
| 2.       | «Leslie Lust»          | Jacques Grande Bitton Tobaly | 3:30     |  |
| 3.       | «Sanglots (Tears)»     |                              | 2:40     |  |
| 4.       | «All I Want to Know»   |                              | 4:22     |  |

## Créditos y personal
Créditos adaptados desde las notas de álbum de Moroccan Roll.
Les Variations
- Jo Leb – voz principal, percusión
- Jacques “Petit Pois” Grande – bajo eléctrico
- Jacky Bitton – batería, percusión, laúd, voz principal
- Marc Tobaly – guitarra líder, coros

Músicos adicionales
- Freddy Meyer – coros
- Lori Weiner – coros
- Steve Smith – coros
- Ken Woodley – coros, órgano
- Reni Crook – coros
- Lynda Lawley – coros
- Beverly Hanshaw – coros
- Larry Raspberry – piano
- Alain Wiesniak – piano, órgano
- Kamel Kouki – percusión
- Berrbei Youssef – percusión
- Youssef Esseghir – derbake, bendir
- Roger Cohen – târ
- Issac Cohen – laúd
- Maurice Meimoun – violín, laúd
- Jim Morris – teclados

Personal técnico
- Ralph Moss – productor, ingeniero de audio, mezclas en todas las canciones excepto «All I Want to Know»
- Les Variations – productor en todas las canciones excepto «All I Want to Know»; arreglos
- Jean Francoise – ingeniero de audio en todas las canciones excepto «All I Want to Know»
- Don Nix – productor, mezclas en «All I Want to Know»
- William C. Brown III – ingeniero de audio en «All I Want to Know»
- Charles M. Benanty – productor ejecutivo
- David Price – fotografía
- Milton Sincoff – director creativo